# BN Большой Медведицы
BN Большой Медведицы (лат. BN Ursae Majoris) — одиночная переменная звезда в созвездии Большой Медведицы на расстоянии (вычисленном из значения параллакса) приблизительно 39824 световых лет (около 12210 парсеков) от Солнца. Видимая звёздная величина звезды — от +13,7m до +12,9m.

## Характеристики
BN Большой Медведицы — пульсирующая переменная звезда типа RR Лиры (RRC).